# Faubourg Brewing
Faubourg war bis 2005 die einzige große Brauerei in New Orleans. 2019 wurde wieder eine eigene Braustätte eröffnet. Seit 2021 firmiert die Brauerei als Faubourg Brewing Company.

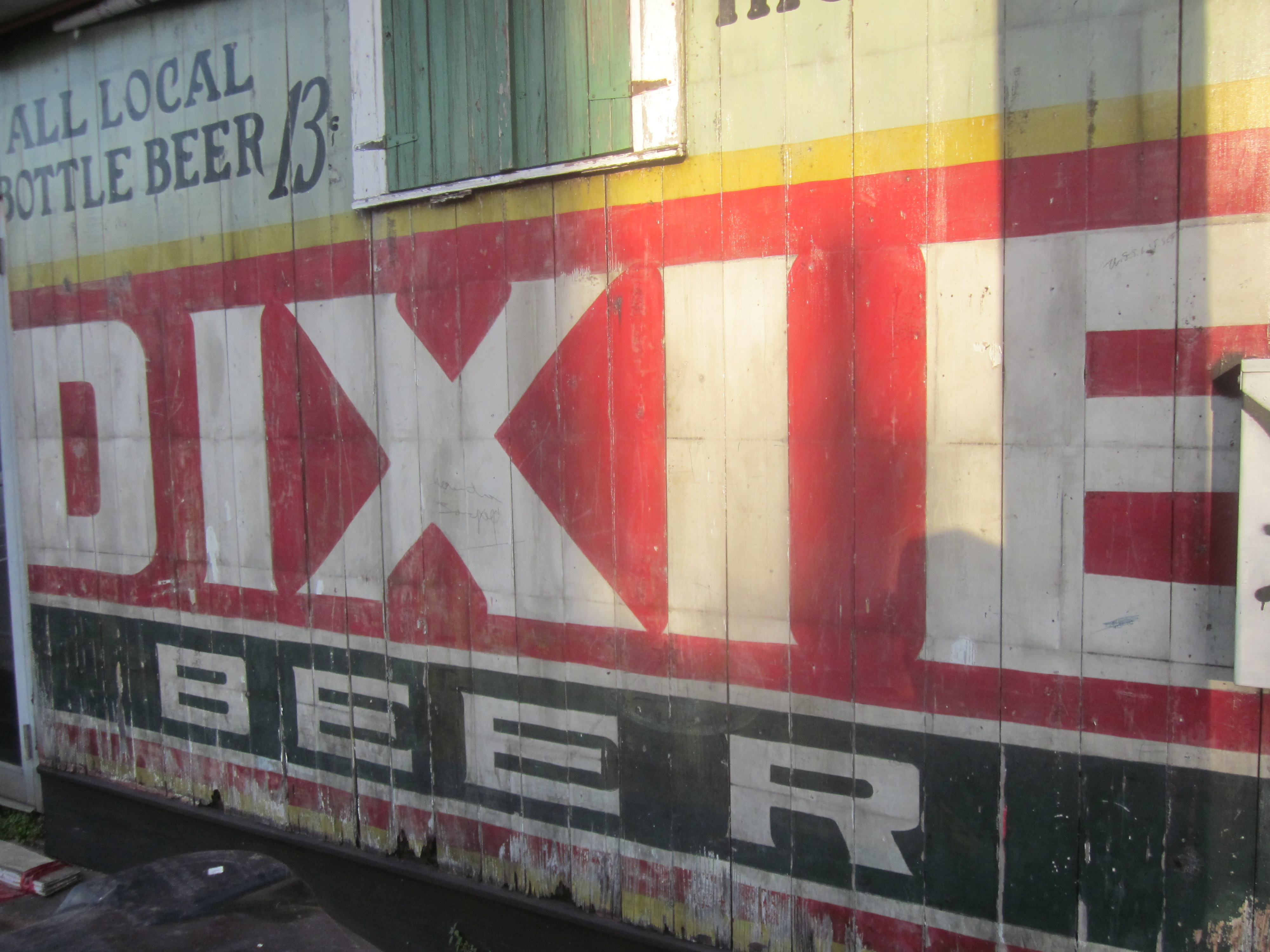
Frankin Ave New Orleans Dixie Beer

## Geschichte
Die Faubourg-Brauerei wurde von Valentine Merz gegründet und nahm 1907 die Produktion auf. Während der Prohibition firmierte sie als Dixie Beverage Company. 1989 ging die Brauerei in Konkurs und meldete Insolvenz nach Chapter 11 des amerikanischen Insolvenzrechtes an. 1992 wurde die Brauerei reorganisiert, spezielle Biere wurden eingeführt und der Betrieb gerettet.
Durch den Hurrikan Katrina 2005 wurde die Brauerei vollkommen zerstört und anschließend geplündert. Die Diebe bauten Holzrampen, um mit Schubkarren Rohre und weitere Ausstattungsteile zu entfernen und später zu verkaufen. Der Braubetrieb konnte nicht wieder aufgenommen werden und die Biere werden nun im Lohnbrauverfahren bei der Minhas Craft Brewery hergestellt. Es gibt aber weiterhin Bemühungen, den Braubetrieb wieder zurück nach New Orleans zu verlegen.
2014 scheiterte ein Gerichtsverfahren, bei dem die Eigentümerfamilie den Abriss der originalen Brauereigebäude und den Neubau eines Medizinzentrums auf dem Gelände verhindern wollten. Im September 2014 begann der Bau.
Seit Juni 2017 wurde die Produktion des Faubourg-Bieres von der Minhas Brewery zur City Brewing Company in Memphis verlegt.
Im Juli 2017 wurde das Unternehmen mehrheitlich von Tom Benson übernommen. Er kündigte an, die Produktion wieder in eine eigene Braustätte nach New Orleans zurückzubringen. Im August 2018 gab Gayle Benson, Ehefrau des zwischenzeitlich verstorbenen Tom Benson, bekannt im Osten der Stadt New Orleans die Brauerei mit einem Investitionsvolumen von 30 bis 40 Millionen US-Dollar bauen zu wollen.
Die neue Braustätte wurde 2019 eröffnet.

## Faubourg nach Hurrikan Katrina

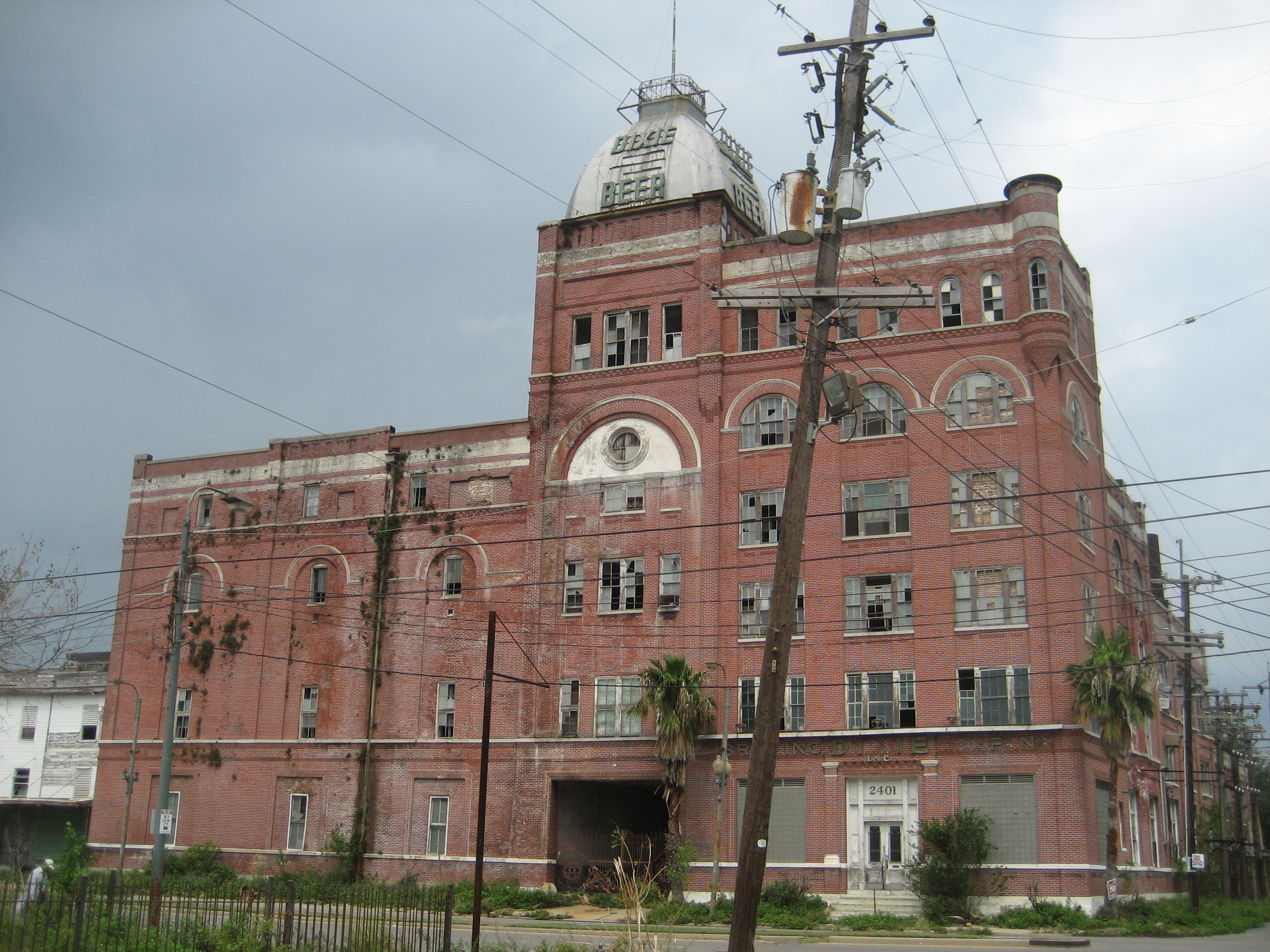
Faubourg Brauereigebäude, entworfen von Louis Lehle
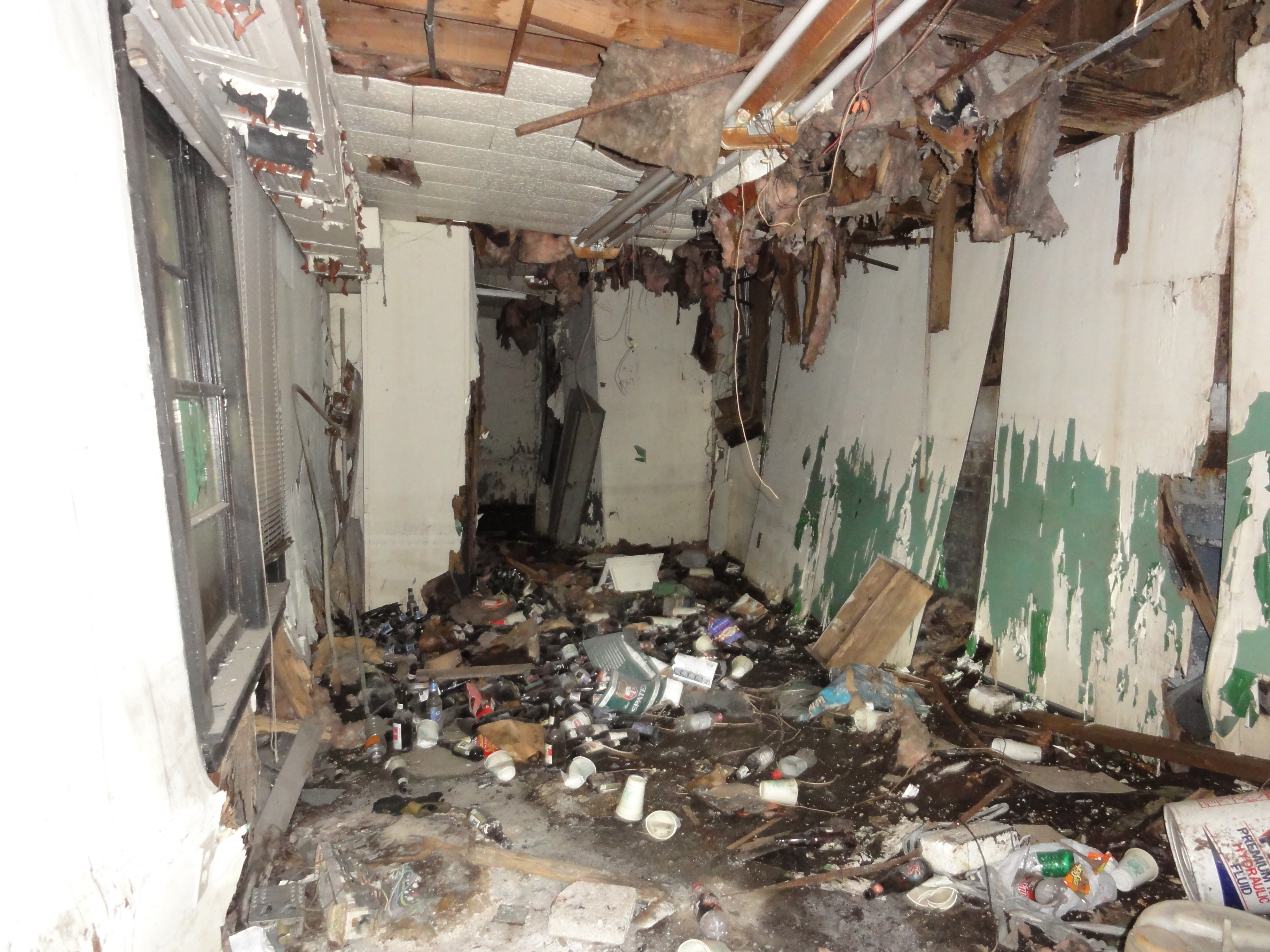
Faubourg Brewery Party Room
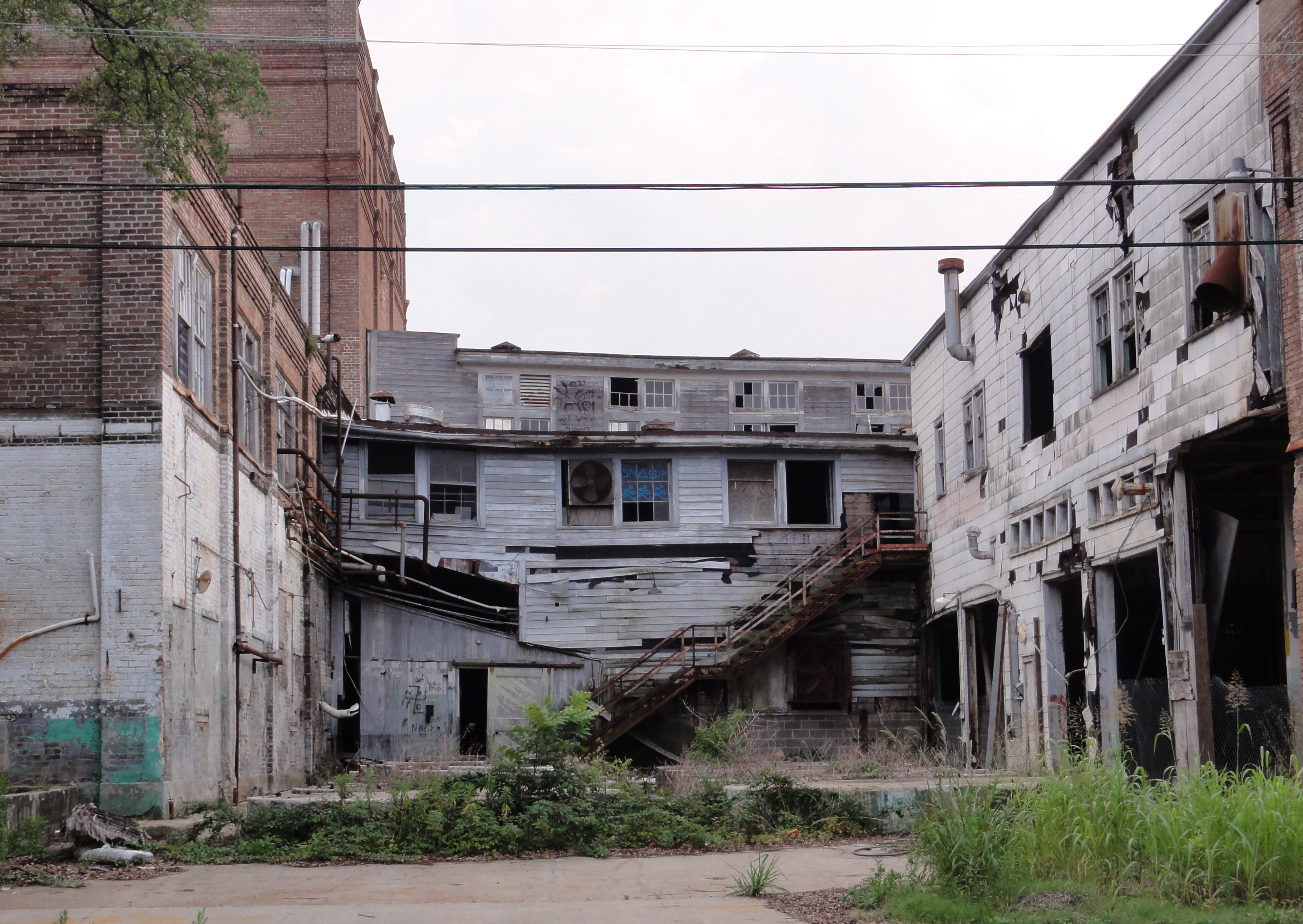
Faubourg Brewery Ruine
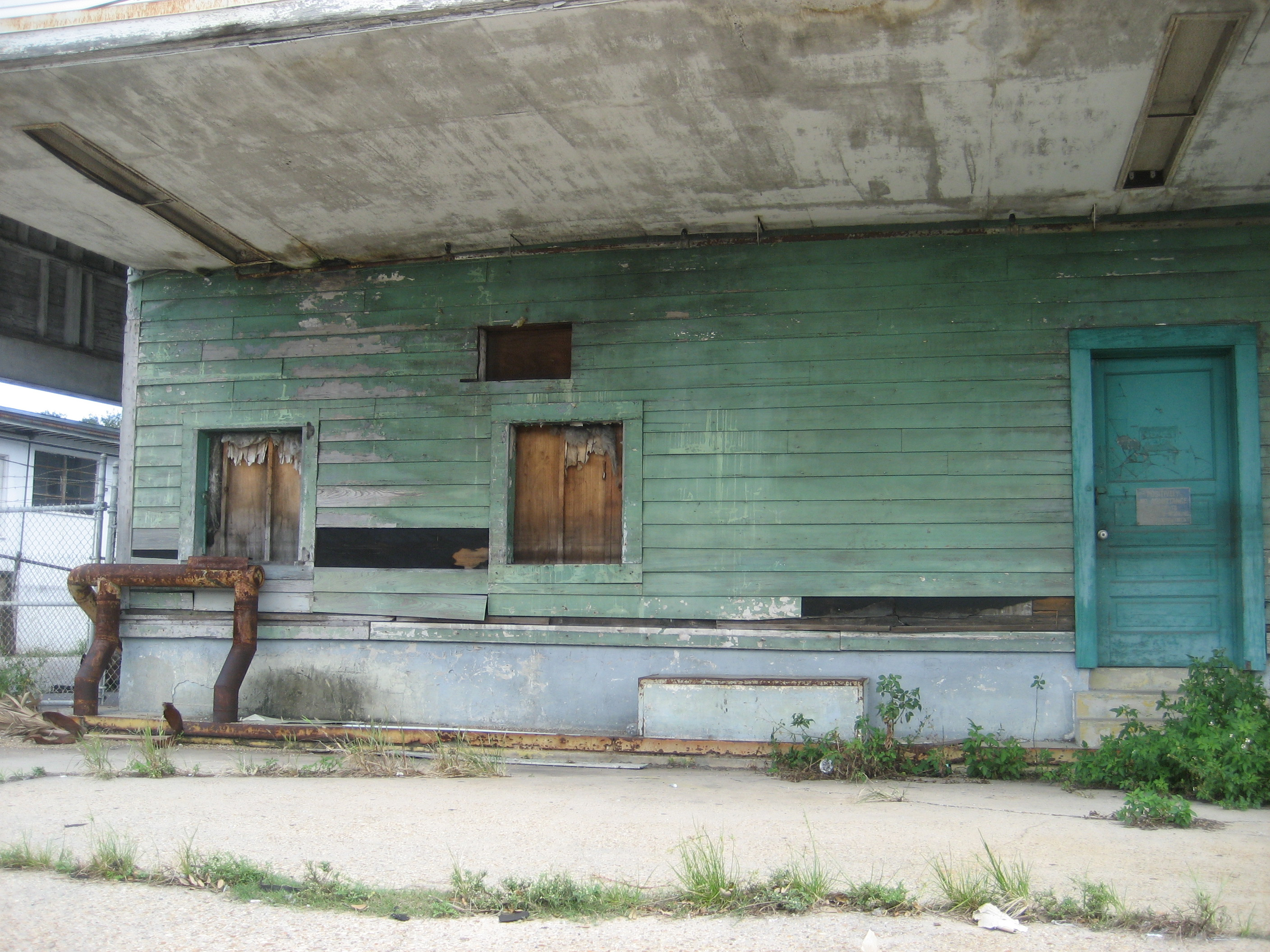
Faubourg Brewery

## Biere
Aktuell bei Minhas gebraute Sorten: 
- Faubourg Beer
- Faubourg Blackened Voodoo Lager
- Faubourg Crimson Voodoo Ale
- Faubourg Jazz Amber Light